# Гірські луки та чагарники

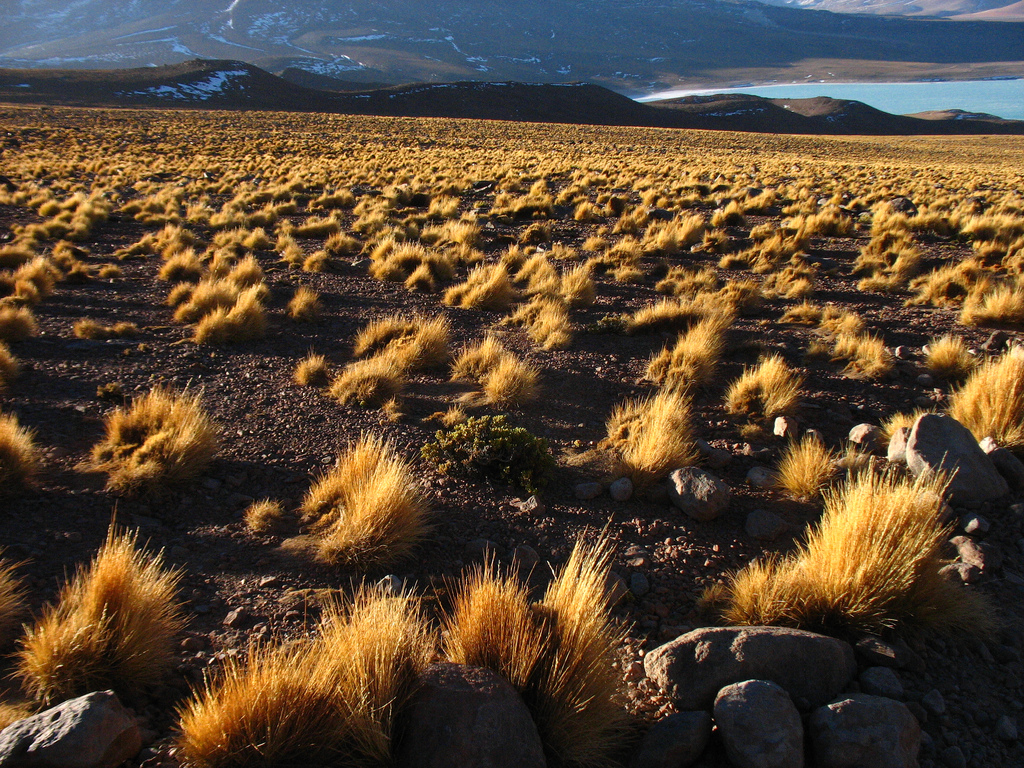
Високогірна прерія у Болівії

Територія, зайнята біомом

Гірські луки та чагарники (англ. Montane grasslands and shrublands) — один з 14 біомів за класифікацією Всесвітнього фонду природи, який також називають «альпійські луки». Гірські луки і чагарники, розташовані над верхньою межею лісу, також відомі «альпійська тундра». Вище верхньої межі лісу, але нижче від альпійських лук, розташовані субальпійські луки і чагарники. Низькорослі субальпійські чагарники, відомі як криволісся, ростуть трохи вище верхньої межі лісу, де є сувора, вітряна погода і бідні ґрунти, які дають рости карликовим і скрученим, повільно зростаючим деревам.
Гірські луки і чагарники, особливо в субтропічних і тропічних регіонах, часто є домом для багатьох рідкісних і ендемічних рослин, які еволюціонували у відповідь на прохолодний, вологий клімат та інтенсивне тропічне сонячне світло. Характерні риси рослин цих місць проживання відображають адаптації, такі як розеткові життєві форми, воскова поверхня листя і їх опушення. Унікальною особливістю багатьох тропічних гірських вологих регіонів є наявність гігантських розеткових рослин з різних родин, таких як Lobelia (Афротропіки), Puya (Неотропіки), Cyathea (Нова Гвінея), Argyroxiphium (Гаваї).
Найбільш великі гірські луки і чагарники — це Парамо в Андах, Західні Гати в Індії, рослинність Ефіопського нагір'я та Тибетського нагір'я. Є бл. 50 таких регіонів по всьому світу. Площа: 5,2 млн км2 (3,6 %), діапазон широт: 45° південної широти — 55° північної широти. В Україні є лише невеликі фрагменти справжніх альпійських лук на Чорногорі, вище 1800—1850 м н.р.м. Панівними є щільнодернисті рослинні формацій костриці лежачої, ситника трироздільного та мохово-лишайникові пустища. У цьому біомі збереглися окремі популяції рідкісних рослин, які потребують охорони.
Локальними загрозами для цього біому є побудова кар'єрів, шахт, доріг, проектів гідроелектростанцій, також пожежі. Біом може зменшитись через глобальне потепління та зміни клімату, які можуть змінити температурний режим і режим дощів.

## Екорегіони
| Афротропічні гірські луки та чагарники             | Афротропічні гірські луки та чагарники        |
| -------------------------------------------------- | --------------------------------------------- |
| Ангольський гірський мозаїчний лісостеп            | Ангола                                        |
| Саванна та рідколісся Ангольського Великого Уступу | Ангола                                        |
| Високогірні луки та рідколісся Драконових гір      | Лесото, ПАР                                   |
| Луки, рідколісся та ліси Драконових гір            | Лесото, ПАР, Есватіні                         |
| Східноафриканські гірські вересові пустища         | Кенія, Судан, Танзанія, Уганда                |
| Гірські ліси та луки Східного Зімбабве             | Мозамбік, Зімбабве                            |
| Ефіопські гірські луки та рідколісся               | Ефіопія, Судан                                |
| Ефіопські гірські вересові пустища                 | Ефіопія, Судан                                |
| Луки Хайвельду                                     | Лесото, ПАР                                   |
| Мозаїчний лісостеп плато Джос                      | Нігерія                                       |
| Мадагаскарські вересові хащі                       | Мадагаскар                                    |
| Прибережні ліси та рідколісся Мапуталенду          | Мозамбік, ПАР, Есватіні                       |
| Гірські вересові пустища Рувензорі та Вірунґи      | Демократична Республіка Конго, Руанда, Уганда |
| Гірські ліси та луки Південного Малаві             | Малаві                                        |
| Гірські ліси та луки Південного Рифту              | Малаві, Танзанія, Мозамбік                    |

| Австралазійські гірські луки та чагарники | Австралазійські гірські луки та чагарники |
| ----------------------------------------- | ----------------------------------------- |
| Гірські луки Австралійських Альп          | Австралія                                 |
| Субальпійські луки Центрального хребта    | Індонезія, Папуа Нова Гвінея              |
| Гірські луки Південних Альп               | Нова Зеландія                             |

| Індомалайські гірські луки та чагарники | Індомалайські гірські луки та чагарники |
| --------------------------------------- | --------------------------------------- |
| Гірські альпійські болота Кінабалу      | Малайзія                                |
| Нілґірі (заповідник)                    | Індія                                   |

| Неотропічні гірські луки та чагарники | Неотропічні гірські луки та чагарники |
| ------------------------------------- | ------------------------------------- |
| Центральноандійська суха пуна         | Аргентина, Болівія, Чилі              |
| Центральноандійська пуна              | Аргентина, Болівія, Перу              |
| Центральноандійська волога пуна       | Болівія, Перу                         |
| Парамо Кордильєри-Сентраль            | Еквадор, Перу                         |
| Північноандійське парамо              | Колумбія, Еквадор                     |
| Парамо Санта-Марти                    | Колумбія                              |
| Коста-риканське парамо                | Коста-Рика, Панама                    |
| Південно-Андійський степ              | Аргентина, Чилі                       |
| Сакатональ                            | Мексика, Гватемала                    |

| Палеарктичні гірські луки та чагарники               | Палеарктичні гірські луки та чагарники     |
| ---------------------------------------------------- | ------------------------------------------ |
| Алтайські альпійські луки та тундра                  | Китай, Казахстан, Монголія, Росія          |
| Альпійський степ Центрального Тибету                 | Китай                                      |
| Східногімалайські альпійські чагарники та луки       | Бутан, М'янма, Китай, Індія, Непал         |
| Альпійські луки Герат-Газараджат                     | Афганістан                                 |
| Альпійські луки Гіндукушу                            | Афганістан                                 |
| Альпійський степ Каракорум-Західно-Тибетського плато | Афганістан, Китай, Індія, Пакистан         |
| Хангайські альпійські луки                           | Монголія                                   |
| Копетдазькі рідколісся та лісостеп                   | Іран, Туркменістан                         |
| Гірські рідколісся Кудруду та Східного Ірану         | Іран                                       |
| Середземноморський ялицевий степ Високого Атласу     | Марокко                                    |
| Альпійська пустеля Північного Тибету та Куньлуню     | Китай                                      |
| Гірські луки та чагарники Північно-західних Гімалаїв | Китай, Індія, Пакистан                     |
| Степ Ордоського плато                                | Китай                                      |
| Памірська альпійська пустеля і тундра                | Афганістан, Китай, Киргизстан, Таджикистан |
| Ціліанські субальпійські луки                        | Китай                                      |
| Саянські альпійські луки та тундра                   | Монголія, Росія                            |
| Чагарники та луки Південно-Східного Тибету           | Китай                                      |
| Альпійські луки Сулейманського хребта                | Афганістан, Пакистан                       |
| Тяньшаньські гірський степ та луки                   | Китай, Казахстан, Киргизстан               |
| Альпійські чагарники та луки Тибету                  | Китай                                      |
| Альпійські чагарники та луки Західних Гімалаїв       | Індія, Непал                               |
| Сухий степ Ярлунг-Цангпо                             | Китай                                      |